# Rammstein
Rammstein je německá Neue Deutsche Härte hudební skupina, která vznikla v lednu 1994. Členové skupiny pocházejí z bývalé NDR. Rammstein bývají považováni za hlavní představitele hudebního stylu Neue Deutsche Härte s prvky elektronické hudby. Většina textů skupiny je v němčině, zejména na posledních čtyřech albech se však v malé míře objevují i další jazyky (angličtina, francouzština, ruština, italština, jedna skladba je celá ve španělštině).
Sestava kapely – složená z hlavního zpěváka Tilla Lindemanna, sólového kytaristy Richarda Kruspeho, rytmického kytaristy Paula Landerse, baskytaristy Olivera Riedela, bubeníka Christopha Schneidera a klávesisty Christiana „Flakea“ Lorenze – zůstala po celou historii skupiny nezměněná, stejně jako jejich přístup k tvorbě písní, který spočívá v tom, že Lindemann píše a zpívá texty na instrumentální podklady, které předtím vytvořili ostatní členové kapely. Před založením skupiny byli někteří členové spojeni s punkovými kapelami Feeling B a First Arsch.
Po vítězství v místní soutěži mohli Rammstein nahrát dema a rozeslat je různým nahrávacím společnostem, nakonec podepsali smlouvu s labelem Motor Music. Ve spolupráci s producentem Jacobem Hellnerem vydali v roce 1995 své debutové album Herzeleid. Ačkoli se album zpočátku prodávalo špatně, kapela si získala popularitu díky svým živým vystoupením a album nakonec dosáhlo 6. místa v Německu. Jejich druhé album, Sehnsucht, vyšlo v roce 1997 a debutovalo na 1. místě v Německu, což vedlo ke světovému turné trvajícímu téměř čtyři roky a přineslo úspěšné singly „Engel“ a „Du hast“ a živé album Live aus Berlin (1999). Po turné podepsali Rammstein smlouvu s velkým labelem Universal Music a v roce 2001 vydali album Mutter. Z tohoto alba bylo vydáno šest singlů, které se umístily v žebříčcích po celé Evropě. Úvodní singl „Sonne“ dosáhl 2. místa v Německu. V roce 2004 vydali Rammstein album Reise, Reise a další dva singly – „Mein Teil“ a „Amerika“ – dosáhly 2. místa v Německu; první jmenovaná skladba dosáhla 1. místa ve Španělsku, čímž se stala jejich prvním singlem na vrcholu hitparády.
Jejich páté album, Rosenrot, vyšlo v roce 2005 a úvodní singl „Benzin“ dosáhl 6. místa v Německu. Jejich druhé živé album, Völkerball, vyšlo v roce 2006. Skupina vydala své šesté album Liebe ist für alle da v roce 2009, přičemž jeho úvodní singl „Pussy“ se stal jejich prvním hitem číslo 1 v Německu, a to navzdory kontroverznímu hudebnímu videu, které obsahovalo tvrdé porno. Poté kapela vstoupila do nahrávací pauzy a několik let koncertovala, přičemž vydala výběrové album Made in Germany a živé záznamy Rammstein in Amerika a Paris. Po deseti letech bez nové hudby se Rammstein vrátili v roce 2019 se skladbou „Deutschland“, která se stala jejich druhým hitem číslo 1 v Německu. Jejich bezejmenné sedmé studiové album vyšlo v květnu 2019 a dosáhlo 1. místa ve 14 zemích. Během lockdownu v době pandemie COVID-19 kapela spontánně napsala a nahrála své osmé studiové album Zeit, které vyšlo v dubnu 2022.
Rammstein byli jednou z prvních kapel, které se objevily v rámci žánru Neue Deutsche Härte, přičemž jejich debutové album vedlo hudební tisk k vytvoření tohoto pojmu, a jejich hudební styl je obecně pozitivně hodnocen hudebními kritiky. Z komerčního hlediska byla kapela velmi úspěšná, získala řadu alb na prvním místě žebříčků a také zlaté a platinové certifikace v zemích po celém světě. Jejich velkolepá živá vystoupení, která často obsahují pyrotechniku, přispěla k růstu jejich popularity. Navzdory úspěchu se skupina stala předmětem některých kontroverzí a její celkový image byl kritizován; například píseň „Ich tu dir weh“ způsobila, že její mateřské album Liebe ist für alle da bylo zařazeno na „index“ vedený Německou spolkovou kontrolní komisí pro média škodlivá mládeži a v Německu bylo znovu vydáno bez této skladby kvůli jejím sexuálně explicitním textům.

## Historie

### Vznik skupiny

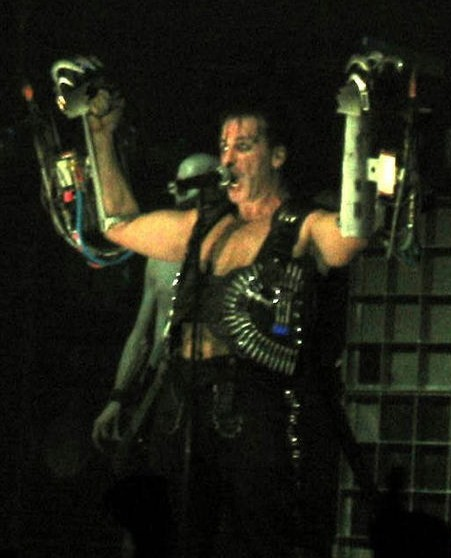
Till Lindemann, zpěvák skupiny

Skupina se zformovala počátkem roku 1994. Významnou úlohu při jejím zrodu sehrál kytarista Richard Kruspe. Ve druhé polovině 80. let působil spolu s Paulem Landersem a Tillem Lindemannem ve Schwerinu v punk-rockové skupině First Arsch. V roce 1989 utekl do Rakouska. Po pádu železné opony se vrátil zpět do Schwerinu a bydlel společně s bubeníkem Christophem Schneiderem a baskytaristou Oliverem Riedelem. Tito tři hudebníci se rozhodli, že založí nový hudební projekt, a vytvořili tak zárodek skupiny Rammstein. Kruspe brzy přivedl do skupiny Lindemanna jako čtvrtého člena. Lindemann, jenž jinak pracoval jako pletač košů, přijal úlohu zpěváka a textaře.
19. února 1994 se v Berlíně zúčastnili soutěže pro mladé hudební skupiny a jako vítězům jim bylo umožněno vytvořit demonahrávku o čtyřech skladbách. Rammstein tehdy nahráli Das alte Leid, Seemann, Weißes Fleisch a Rammstein (písně však nebyly totožné s těmi, které se pod stejným názvem objevily na prvním albu Herzeleid). Po tomto úspěchu získala skupina další členy, když se k ní přidali Paul Landers jako druhý kytarista a Christian Lorenz jako klávesista. Oba v té době hráli ve skupině Feeling B. Zatímco Paul Landers se připojil hned po poslechu nahrávky skupiny, Lorenz zpočátku nebyl tak nadšený a nějakou dobu váhal. Složení skupiny se od té doby nezměnilo. V témže roce vznikají i další demonahrávky, např. Schwarzes Glas, Jeder lacht, Feuerräder a Wilder Wein.

### Herzeleid

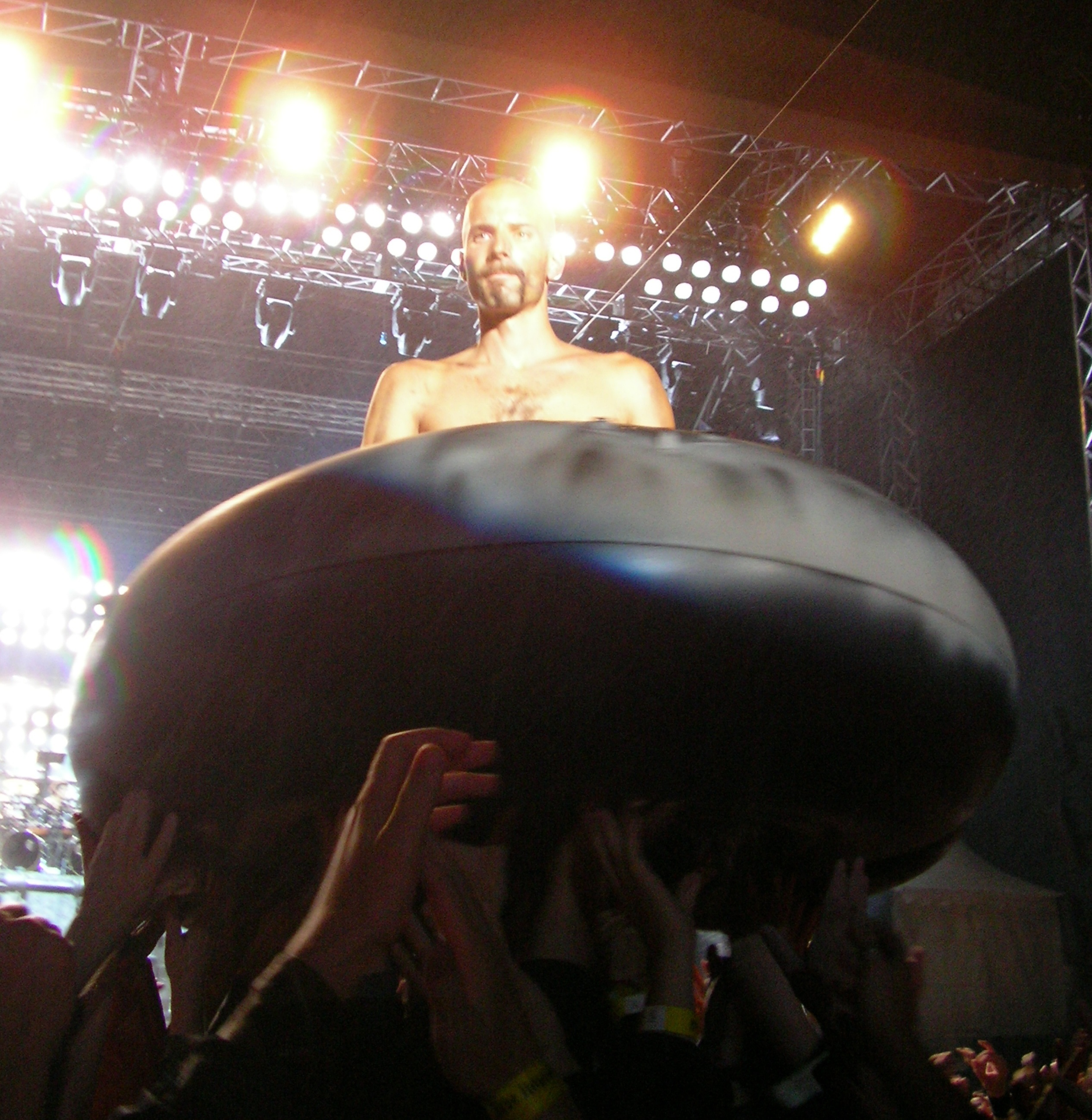
Baskytarista Oliver Riedel na gumovém člunu při písni Seemann na koncertě v Göteborgu v roce 2005

V březnu 1995 začala skupina ve stockholmském studiu Polar Studio nahrávat své první album. Spolupracovali s producenty Jacobem Hellnerem a C.-M. Herlöffsonem. V případě Jacoba Hellnera se jedná o počátek dlouhodobé spolupráce, která skončila při vydání Rammstein: Paris. 17. srpna byl uveřejněn první singl, Du riechst so gut, a 24. září bylo vydáno celé debutové album s názvem Herzeleid. Druhý singl z tohoto alba, balada Seemann, vyšel v příštím roce (8. ledna 1996). V roce 2001 byl s odstupem vydán ještě singl Asche zu Asche (spolu s 5 živými nahrávkami z DVD Live aus Berlin).
Album Herzeleid se dostalo nejvýše na 6. místo v německé hitparádě.
Spolu s vydáním prvního alba začaly zaznívat první kritické hlasy, zda se nejedná o skupinu fašisticky orientovanou. Jako důkaz často sloužil obal prvního CD, který prý zobrazuje postavy čisté árijské rasy. Rammstein však uvedli, že s rasismem nemají a nechtějí mít nic společného. O jejich nefašistické orientaci je píseň Links 2-3-4 z alba Mutter.
Po vydání alba následovaly četné koncerty v Německu i v zahraničí. V říjnu absolvovali tour se skupinou Project Pitchfork, v listopadu 1995 vystoupili Rammstein ve Varšavě a v Praze jako předskupina švédských Clawfinger, v prosinci pak následovala série 17 koncertů na různých místech v Německu. V lednu 1996 odehráli další koncert s Clawfinger a poté i s Ramones, kteří byli na koncertní šňůře s posledním albem ¡Adios Amigos! a v témže roce ukončili činnost.
V březnu absolvovali Rammstein v Londýně živý vstup na MTV. Na přelomu září a října proběhla série koncertů v Německu, Rakousku a Švýcarsku. Hudba skupiny se objevila také ve filmu Lost Highway, režisér David Lynch si z alba Herzeleid vybral písně Heirate mich a Rammstein.

## Dílo

### Sehnsucht a Live aus Berlin

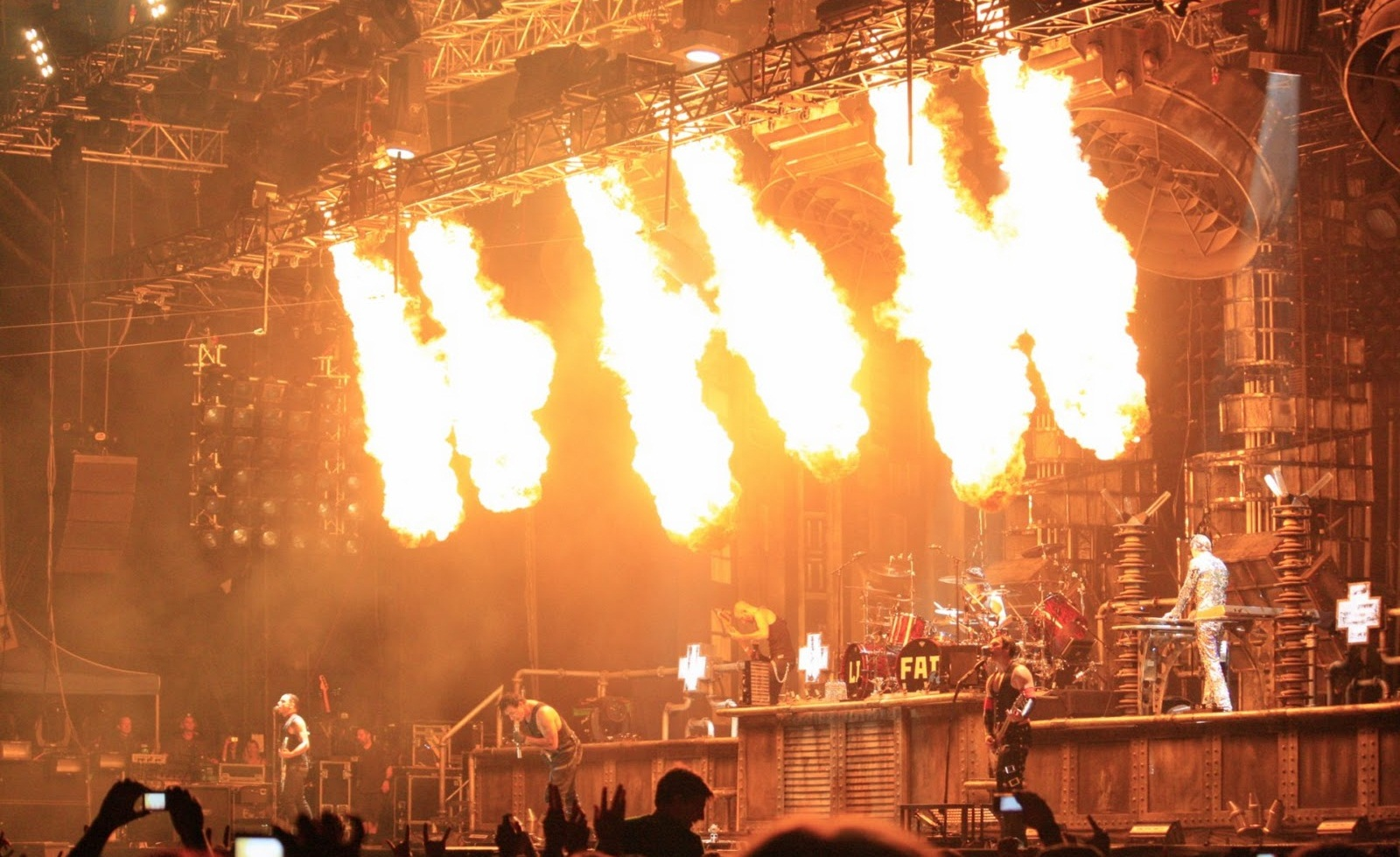
Živé vystoupení z roku 2010, píseň Du hast

1. dubna 1997 vyšel singl Engel z nového alba Sehnsucht, které bylo nahráno v listopadu předchozího roku v Temple Studios na Maltě. K 23. květnu se podařilo prodat více než 250 000 kopií singlu a téhož dne byla vydána fanouškovská verze (Engel Fan-Edition). V německé hitparádě se dostal na 3. místo, nejvýše z dosud vydaných singlů skupiny.
21. července následoval singl Du hast. Text této písně je z velké části založen na slovní hříčce se slovesem haben. V roce 1998 byla nominována na cenu MTV Europe Music Awards v kategorii rock (Best Rock Act) a v roce 1999 na cenu Grammy v kategorii Best Metal Performance („nejlepší metalový výkon“), ani v jedné kategorii ovšem nezvítězila.
Album Sehnsucht bylo vydáno 22. srpna 1997 a zaznamenalo nejvýraznější úspěch v německy mluvících zemích (ovládlo německou a rakouskou hitparádu, ve švýcarské bylo nejvýše na 3. místě).
21. listopadu 1997 uveřejňují Rammstein singl Das Modell, vlastní verzi písně Das Model, kterou původně nahrála skupina Kraftwerk, v prosinci následuje tour v USA (jako podpora skupiny KMFDM). Na přelomu dubna a května následujícího roku uskutečňují další tour v USA (poprvé jako hlavní skupina), v květnu pak v jižní Evropě.
25. května 1998 vychází nová verze singlu Du riechst so gut (Du riechst so gut '98) obsahující také několik remixů této písně od jiných interpretů. 27. července pak Rammstein vydávají singl Stripped, coververzi stejnojmenné písně od Depeche Mode.
Na podzim 1998 se skupina účastní Family Values Tour v USA spolu s interprety Korn, Ice Cube, Orgy a Limp Bizkit. V dubnu 1999 doprovázejí Rammstein skupinu Kiss na koncertech v Latinské Americe a v červnu absolvují vlastní tour v USA.
30. srpna vydávají Rammstein své první živé album, Live aus Berlin. Bylo vytvořeno ze záznamů koncertů z 22. a 23. srpna 1998, které se odehrály ve Wuhlheide v Berlíně. Šlo o dosud největší vystoupení skupiny, navštívilo ho přes 17 000 fanoušků. Původní CD verzi doplnila v září videokazeta a v listopadu DVD. Videokazeta byla k dostání v cenzurované a necenzurované verzi, přičemž cenzurovaná verze neobsahovala píseň Bück dich, protože video natočené k této písni na koncertu bylo nevhodné pro děti a mladistvé (na turné v USA toto vystoupení vedlo dokonce k zatčení Lindemanna a Lorenze).
Live aus Berlin se brzy dostalo na první místo v německé hitparádě. Po jeho vydání začala příprava třetího studiového alba. Roku 1999 zatím nazpíval Lindemann se skupinou Puhdys píseň „Wut Will Nicht Sterben“.

### Mutter

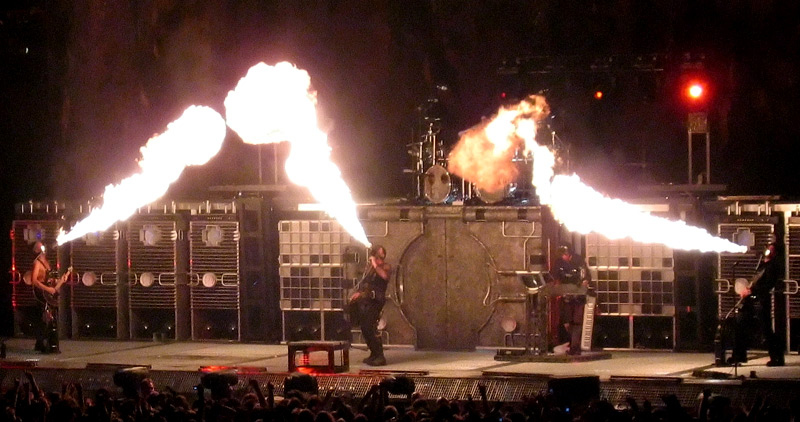
Chrlení ohně při písni Feuer Frei!, snímek je z roku 2004

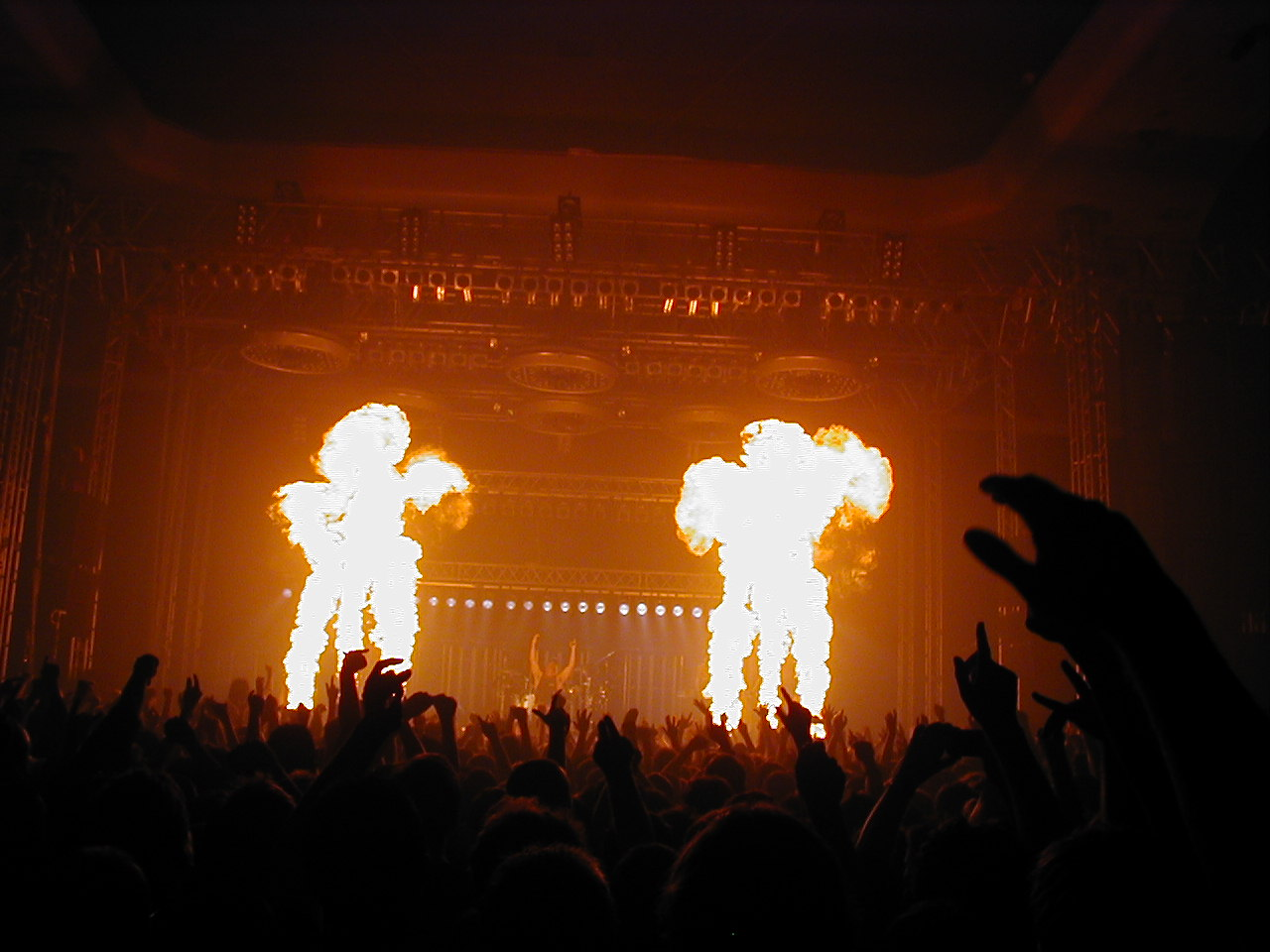
Koncert v Praze 12. listopadu 2001

Album Mutter vzniklo ve studiu Miraval v jižní Francii, kde bylo v květnu a červnu 2000 provedeno nahrávání, a ve Stockholmu, kde proběhlo mixování alba. Rammstein ho produkovali za pomoci Stefana Glaumanna a – již tradičně – Jacoba Hellnera.
V prosinci zveřejnili Rammstein první ukázku z nového alba, a to píseň Links 2-3-4, kterou bylo možné stáhnout na oficiálních stránkách skupiny ve formátu MP3. V lednu a v únoru následujícího roku vystoupili na festivalu Big Day Out v Austrálii a na Novém Zélandu.
První singl Sonne, který byl vydán 12. února 2001, dosáhl v německé hitparádě na 2. místo. Album Mutter pak vyšlo 2. dubna.
Co se týká počtu vydaných singlů, byl Mutter nejplodnějším albem až do roku 2022, od kdy se o prvenství dělí s albem Zeit. Po Sonne následovaly ještě Links 2-3-4 (květen), Ich will (září), Mutter (březen 2002) a Feuer Frei! (říjen 2002). Posledně jmenovaný singl je součástí soundtracku k filmu xXx; videoklip se skládá se záběrů z živého vystoupení skupiny a z prostřihů z filmu a byl natočen v lednu 2002 v Praze a v kostele sv. Václava ve Výsluní u Chomutova.
Rammstein po delší době vystoupili v Česku 12. června 2001 na Strahově jako předkapela AC/DC. Tento koncert označili jako jeden z nejnepovedenějších, avšak ve stejném roce zahráli v Česku ještě jednou, a to dne 12. listopadu v tehdejší Paegas aréně.
V průběhu června až října 2001 odehráli Rammstein sérii koncertů v Severní Americe (Kanada, USA, Mexiko) a na přelomu září a října proběhla další tour v USA.

### Reise, Reise a Lichtspielhaus

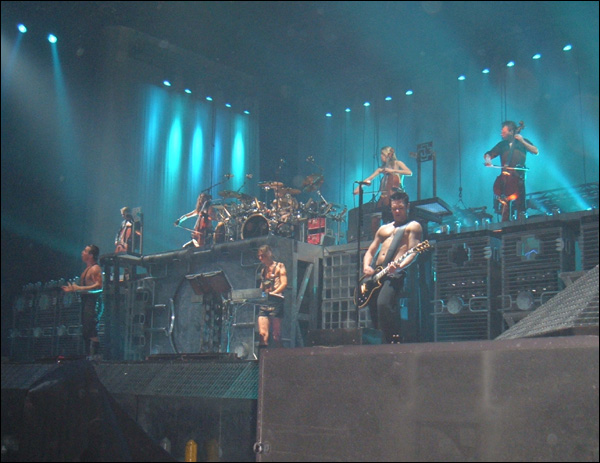
Rammstein a Apocalyptica na koncertě v Miláně v únoru 2005

V průběhu listopadu a prosince 2003 nahrává skupina ve španělské Málaze své čtvrté album. Název alba odkazuje na staré námořnické heslo určené k mobilizaci ostatních námořníků („Povstaň!“), (die) Reise jinak znamená „cesta“.
1. prosince zároveň vychází druhé DVD skupiny, Lichtspielhaus. Obsahuje všechny dosud natočené videoklipy skupiny a další materiály (záběry z přípravy alb, reklamy apod.).
9. července 2004 vychází první singl z nového alba, Mein Teil. Skupina se inspirovala nedávným případem Armina Meiwese, který se dopustil kanibalismu. Píseň se vyšplhala na druhé místo v německé hitparádě a v roce 2005 byla nominována na cenu Grammy (kategorie Best Metal Performance), ovšem stejně jako dříve píseň Du hast tuto cenu nevyhrála.
Na druhé místo v Německu dosáhl i druhý singl Amerika, který byl vydán 13. září. Text se zabývá celosvětovým vlivem kultury USA a část textu je v angličtině.
20. září pak vychází album Reise, Reise. Podle magazínu Billboard se Rammstein na základě výsledků tohoto alba v hitparádách stali nejúspěšnější německy zpívající skupinou v historii. V listopadu a prosinci následovalo koncertní turné po Německu a dalších evropských zemích, série vystoupení pokračovala v únoru a také v květnu až červnu následujícího roku. V červnu 2005 hrála skupina ve Wuhlheide v Berlíně 4 dny pro celkem zhruba 70 000 diváků, publikum si poslechlo i píseň Benzin z připravovaného nového alba.
Z alba Reise, Reise vzešly ještě 2 singly, a to baladická píseň Ohne dich (22. listopadu 2004) a Keine Lust (28. února 2005).

### Rosenrot a Völkerball
Další studiové album vzniklo tentokrát s menším časovým odstupem, bylo nahráno opět v Málaze. Píseň Benzin je jako singl vydána 7. října 2005, rok po vydání alba Reise, Reise. Benzin obsadil v německé hitparádě 6. místo. Album Rosenrot spatřilo světlo světa 28. října.
16. prosince vyšel singl Rosenrot a 3. března 2006 singl Mann gegen Mann, který byl na delší dobu poslední.
17. listopadu vydává skupina své třetí DVD, Völkerball. Obsahuje videa z koncertů v Londýně, Tokiu, Moskvě a ve francouzském Nîmes.

### Liebe ist für alle da

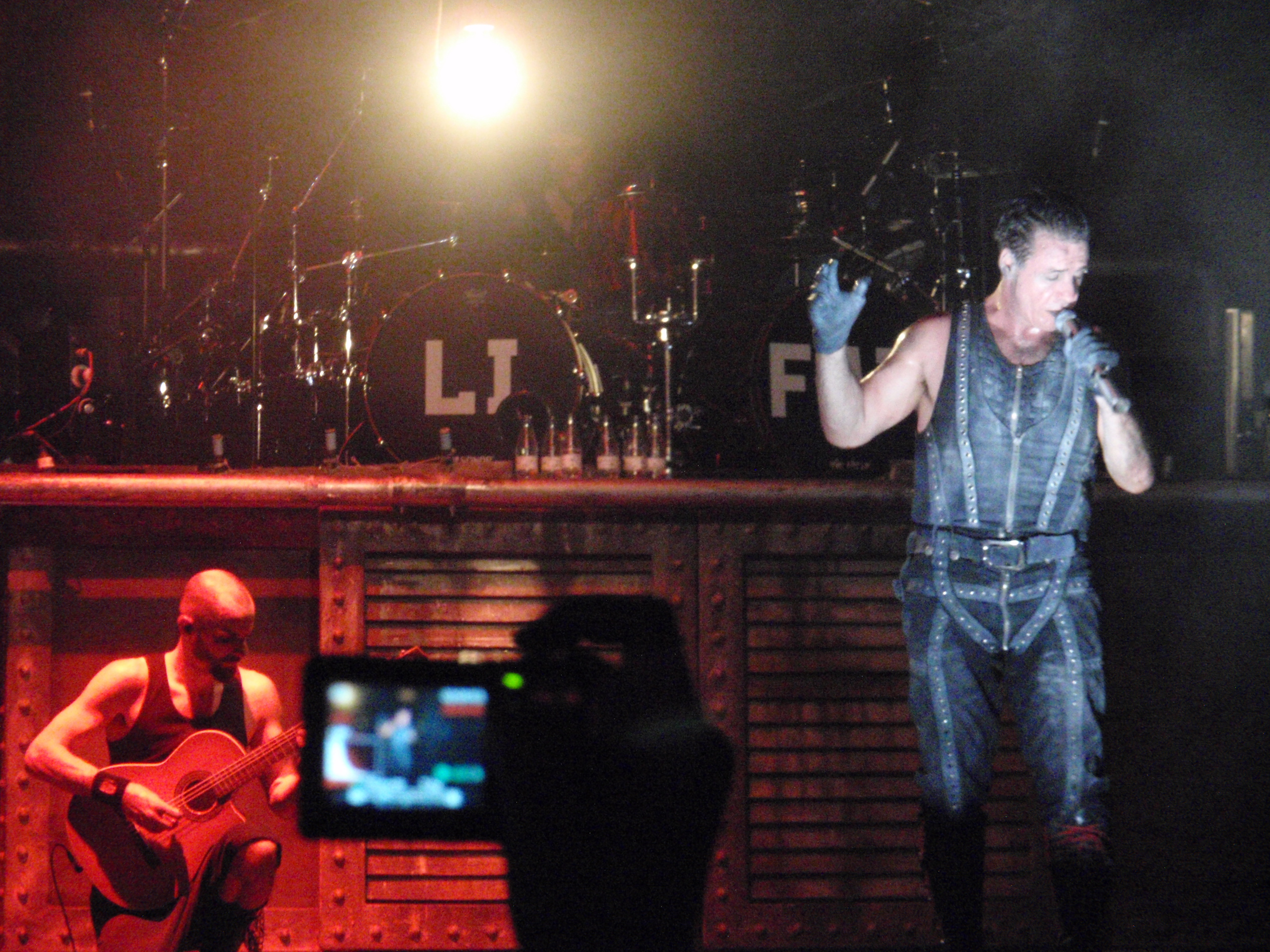
Rammstein při písni Frühling in Paris v Bilbau v roce 2010

V březnu 2007 skupina uvažovala o své další budoucnosti. Objevila se informace, že zpěvák Till Lindemann má se skupinou natočit poslední album a pak odejít, ukázalo se ale, že jde jen o spekulaci. Skupina začala v polovině roku pracovat na novém albu, jehož příprava se značně protáhla. Nahrávání začalo koncem roku 2008. Na první singl, Pussy, fanoušci čekali až do 18. září 2009. Pussy se věnuje tématu sexuální turistiky a vzbudil velkou pozornost vzhledem ke značné míře erotiky (klip v necenzurované verzi pak bývá označován za jasnou pornografii). Singl s anglicko–německým textem jednoznačně uspěl v německé hitparádě (nejvyšší příčka, do té doby dosáhly 3 singly skupiny na druhé místo).
Album Liebe ist für alle da vychází 16. října 2009 a svou oblíbeností nezaostává za předchozími. V 8 zemích se dostává na první místo v prodejnosti alb. V USA obsazuje 13. místo, a je tak dosud nejúspěšnějším albem skupiny v této zemi.
11. listopadu bylo album německým státním orgánem Bundesprüfstelle für jugendgefährdende Medien (orgán ochraňující mládež před nebezpečnými vlivy médií) označeno za nebezpečné pro mládež. Prodej alba byl pak povolen pouze plnoletým a navíc nesmělo být vystaveno v obchodech, kam mají přístup mladiství. Jedním z důvodů byl sadomasochistický ráz písně Ich tu dir weh, skupina dostala zákaz hrát tuto píseň na veřejných koncertech. 16. listopadu byla v Německu dokonce vydána nová verze alba bez této písně a bez jednoho problémového obrázku z bookletu.
Singl Ich tu dir weh byl vydán 5. února 2010 a singl Haifisch 14. května.

### Made in Germany 1995–2011

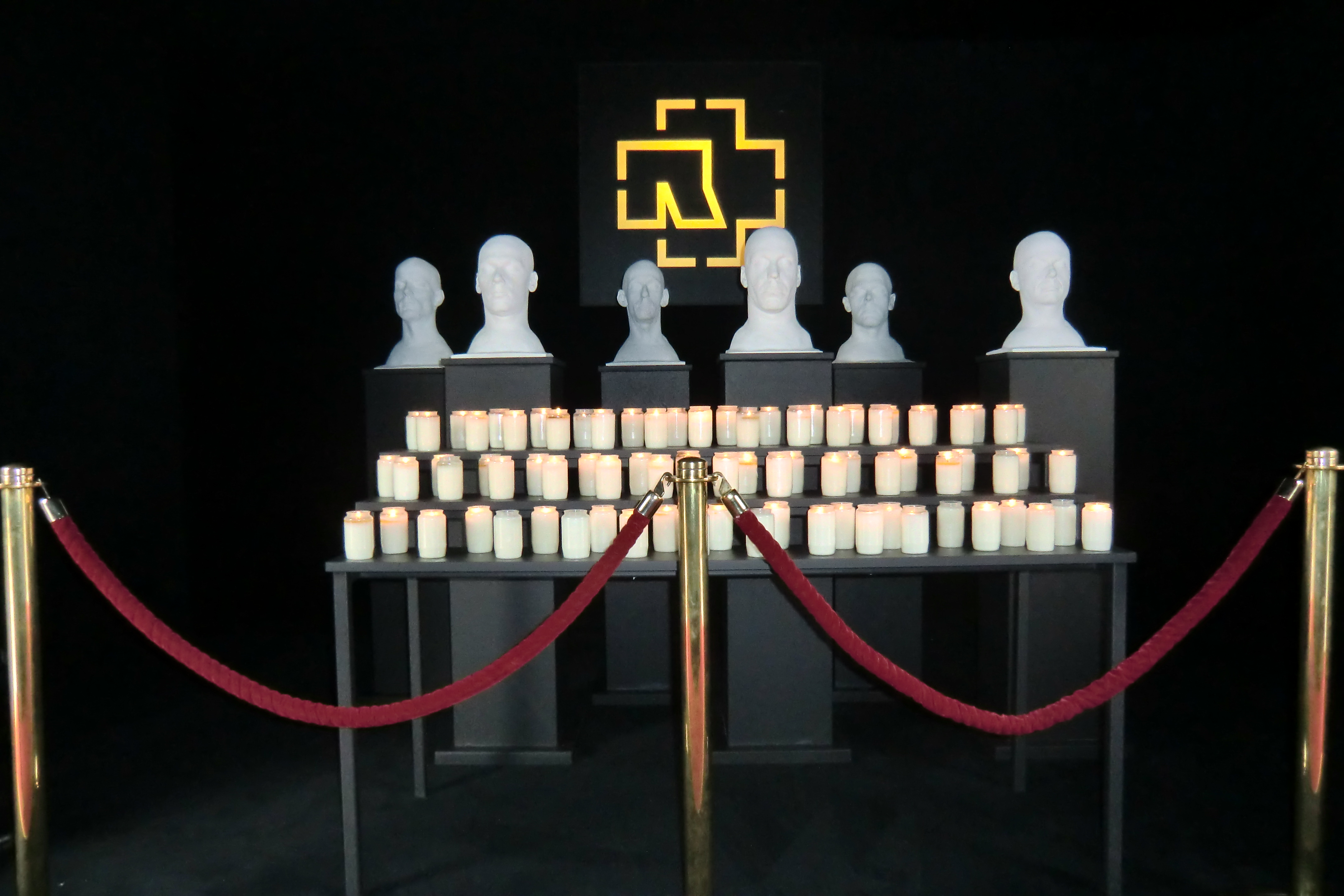
Posmrtné masky členů před O_{2} arenou v Berlíně, 26. listopadu 2011

Roku 2011 skupina oznámila, že udělá šňůru koncertních turné po téměř celé Evropě. Turné s názvem Made in Germany 1995–2011 bylo odstartováno 6. listopadu v Bratislavě a skončilo 25. května 2012 v Houstonu (12. listopadu zavítala skupina i do pražské O2 areny). Při této příležitosti vydali 2. prosince své sedmé album, kompilaci Made in Germany 1995–2011.
Dne 11. listopadu 2011 vyšel singl s názvem Mein Land ve verzi digipack a také jako 7" vinyl. Obsahuje zcela novou píseň s totožným názvem Mein Land, dva remixy písně Mein Land a dosud nevydanou píseň s názvem Vergiss uns nicht. Kapela také natočila klip k písni „Mein Land“.

### Mein Herz Brennt a Videos 1995–2012
Dne 26. prosince 2011 se objevila na neoficiálních stránkách skupiny informace, že se chystá vydání singlu Mein Herz brennt. Tato píseň je na Made in Germany 1995–2011 jediná, která nevyšla jako singl. Videoklip byl natočen 17. prosince 2011 v Beelitz-Heilstättenu v opuštěném sanatoriu, kde se roku 1916 léčil i Adolf Hitler poté, co byl zraněn na noze v bitvě na Sommě. Singl vyšel 7. prosince 2012. Singl obsahuje pianovou verzi písně a zcela novou píseň s názvem Gib mir deine Augen.
Videoklip k písni se zároveň objevil ve video kolekci s názvem Videos 1995–2012. Byla vydána 14. prosince 2012. Kolekce obsahuje veškeré natočené videoklipy od roku 1995. Veškeré klipy jsou rovněž doplněny o „making of“. Kolekce vyšla na 3 DVD a také na 2 Blu-ray discích, které Rammstein použili vůbec poprvé ve své historii.

### Rammstein In Amerika
25. 9. 2015 vydala kapela Rammstein své 3. kompilační album s názvem Rammstein In Amerika. 2DVD zahrnuje živý koncert z Madison Square Garden, který se uskutečnil 11. prosince 2010. Součástí je také video z názvem „Making of Liebe ist für alle da“, které zahrnuje výrobu a natáčení alba Liebe ist für alle da a dokumentární film Rammstein in Amerika.
Dokument pomáhal tvořit známý rakouský režisér Hannes Rossacher. Zmiňovaný dvouhodinový snímek mapuje téměř celou historii této industriální kapely, a kromě doposud nikdy nezveřejněných rozhovorů a záběrů z koncertů i zákulisí se lze dočkat i soukromého vizuálního materiálu, kterým přispěli i samotní členové kapely.
V rámci dokumentu dostali ale prostor i jiní hudebníci, kteří se na adresu kapely (někdy i úplně poprvé) otevřeně vyjadřují. Mezi oslovené patří například Iggy Pop, Steven Tyler (Aerosmith), Marilyn Manson, Gene Simmons (Kiss), Paul Stanley (Kiss), Moby, Scott Ian (Anthrax), Chad Smith (Red Hot Chili Peppers), Wes Borland (Limp Bizkit), John Dolmayan (System of A Down), Melissa Auf der Maur, James Shaffer (Korn), Shawn Crahan (Slipknot) nebo herec Kiefer Sutherland.

### Rammstein
Sedmé studiové album vyšlo 17. května 2019. První singl, Deutschland, byl vydán 28. března. Druhý singl s názvem Radio byl vydán 26. dubna. Třetí singl s názvem Ausländer byl vydán 28. května. Celkově bylo album přijato velmi dobře. Kolem nepojmenovaného alba vzniklo turné Stadium Tour, které hráli od 26. května 2019 do 4. října 2022 (na rok 2022 se turné odložilo z roku 2020 a 2021 kvůli opatřením proti covidu-19).

### Zeit
Rammstein 7. října 2020 zveřejnili na svém Instagramu fotografii ze studia. V rozhovoru pro hudební magazín Motor, jenž je zároveň vydavatelstvím, potvrdil Flake vznik nového alba, dle jeho slov nemožnost hrát živé vystoupení zvýšilo jejich kreativitu.
Začátkem března 2022 vydala skupina upoutávku „#ZEITkommt“ s datem 10. března 2022. Dne 10. března byl vydán singl „Zeit“ se šestiminutovým videoklipem a bylo oznámeno album Zeit s datem vydání 29. dubna 2022. Vydání alba předcházelo evropskému turné Europe Stadium Tour (2022), které navazovalo na Stadium Tour (2019). Album bylo nahráno v uplynulých dvou letech v jižní Francii. Na přebalu alba je obrázek členů skupiny, který byl pořízen hudebníkem Bryanem Adamsem.
Dále byl 7. dubna vydán singl „Zick Zack“, ve kterém upozorňují na dnešní trend plastik. V den vydání alba byl vydán videoklip ke skladbě „Angst“. Text skladby pojednává o strachu populace z hoax (26. srpna 2022 byl Angst vydán i jako singl). Třetím singlem z alba Zeit je „Dicke Titten“. Vydán byl 27. května 2022. 25. listopadu byla vydána skladba Adieu jako poslední singl alba. 
Po odehrání posledního koncertu evropské odnože Stadium Tour (2022) v Belgii 4. srpna 2022, byl na obrazovce zobrazen text "See you in 2023" společně s vlajkami zemí, ve kterých budou Rammstein v roce 2023 hrát. Začínají 22. května 2023 v Litvě. V roce 2024 se skupina opět vydává na evropské turné, které zahájí 11. 5. 2024 na Letišti Letňany v Praze. Dále navštíví také Německo, Srbsko, Řecko, Španělsko, Francii, Nizozemsko, Irsko, Belgii, Dánsko, Rakousko a Itálii.  
Na konci turné v roce 2024 kapela oznámila kapelní pauzu.

## Charakteristika tvorby

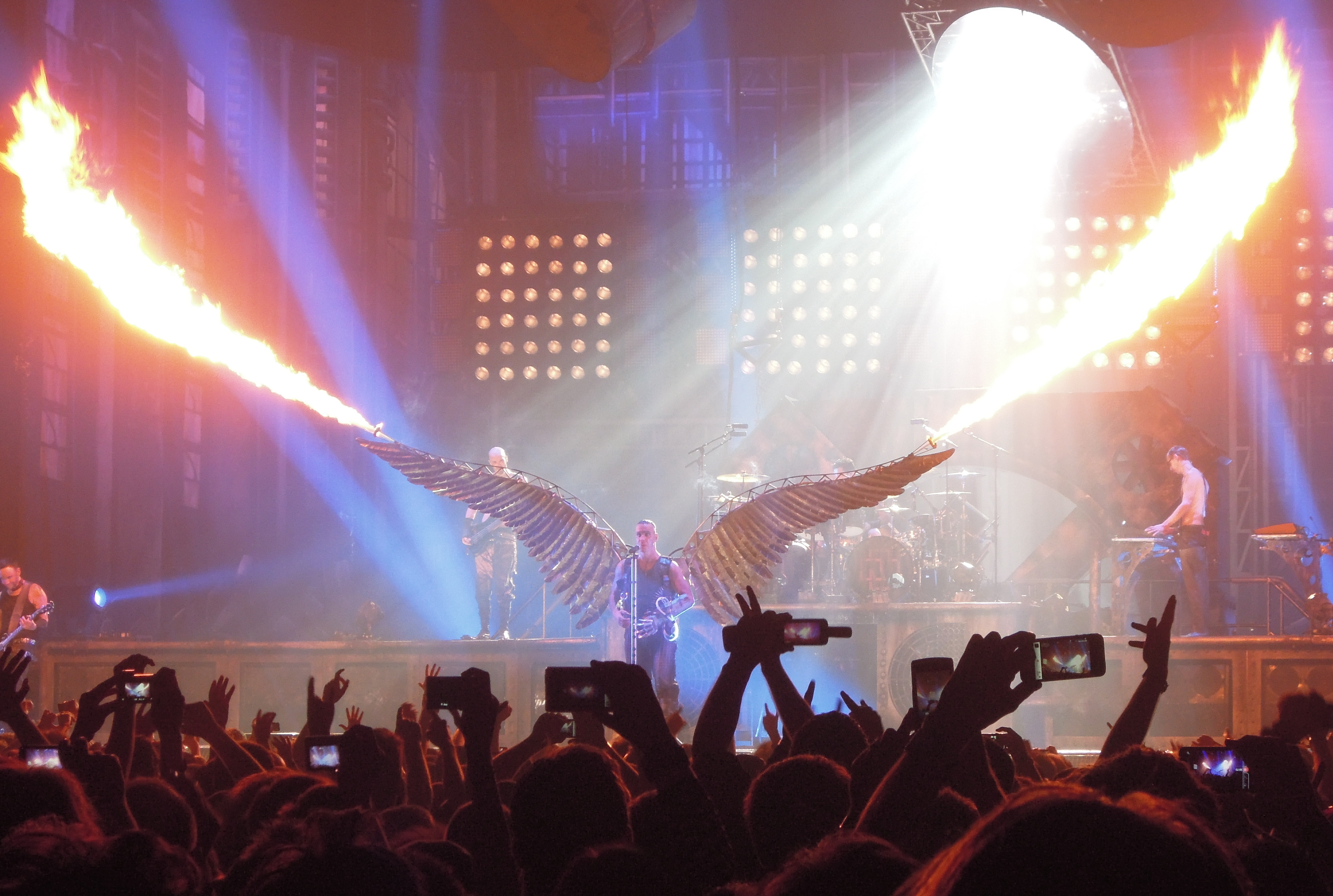
Rammstein v roce 2012

### Texty
Hlavním autorem textů skupiny je zpěvák Till Lindemann, syn básníka a spisovatele Wernera Lindemanna. Velká většina textů je v němčině. Jedinou výhradně cizojazyčnou písní vydanou na studiovém albu je Te quiero puta! z alba Rosenrot, skupina se rozhodla vytvořit skladbu ve španělštině, aby projevila dík svým mexickým fanouškům, protože předchozí album Reise, Reise se v Mexiku dostalo na nejvyšší příčku hitparády. Angličtina se vyskytuje v písních Amerika a Pussy, dále také v cover verzi písně Stripped od Depeche Mode. V písni Stirb nicht vor mir zpívá anglicky zpěvačka Sharleen Spiteri. V refrénu písně Frühling in Paris se objevuje francouzština, jde o odkaz na píseň Non, je ne regrette rien, kterou zpívala Édith Piaf. Rammstein vyzkoušeli také ruštinu, a to v písni Moskau, kde zpívá rusky především zpěvačka Viktoria Fersh. Kromě toho v roce 2003 nahráli Schtiel, což je coververze písně Štil (Штиль) od ruské heavymetalové skupiny Aria s originálním textem.
Své místo v textech skupiny mají různé společensky okrajové či tabuizované jevy. Lze jmenovat například sadomasochismus, který je tématem písní Bestrafe mich, Bück dich, Rein Raus a Ich tu dir weh, homosexualitu (Mann gegen Mann), zneužívání a incest (Tier, Laichzeit, Spiel mit mir, Halleluja a Wiener Blut), nekrofílii (Heirate mich), pyromanii (Benzin), sexuální turistiku (Pussy), hermafroditismus (Zwitter), drogy (Adiós) a kanibalismus (Mein Teil a Eifersucht). Písně Asche zu Asche, Bestrafe mich a Zeig dich obsahují náboženskou tematiku. Motiv tragédie či smrti obecně se objevuje např. v písních Rammstein, Dalai Lama, Alter Mann, Spieluhr, Ohne dich či Hilf mir. Některé texty se rovněž věnují mezilidským vztahům a lásce, běžným lidským problémům (text písně Morgenstern pojednává o samotě a smutku ošklivé dívky, píseň Mehr je o lidské hrabivosti, skladba Ich Will je o touze vidět a být viděn) a například píseň Amerika kritizuje přílišný vliv americké kultury.
Některé texty jsou inspirovány skutečnými událostmi. Píseň Rammstein odkazuje na leteckou katastrofu na základně Ramstein z roku 1988, píseň Mein Teil je inspirována případem kanibala Armina Meiwese a námětem písně Wiener Blut je případ tyrana Josefa Fritzla.

### Hudba
Hudba skupiny Rammstein je ovlivněna více hudebními styly. Po vydání jejího prvního alba vymyslel hudební tisk speciální termín Neue Deutsche Härte (doslovně přeloženo „nová německá tvrdost“, patrná je narážka na termín Neue Deutsche Welle). Styl Neue Deutsche Härte zahrnuje německou hudbu kombinující prvky hard rocku, heavy metalu a industriální a elektronické hudby. Rammstein jsou nejúspěšnějším zástupcem tohoto stylu rockové hudby, dalším známým interpretem jsou například Oomph!. Někdy jsou Rammstein řazeni mezi industrial metalové skupiny, neboť jejich hudba obsahuje řadu typických rysů tohoto stylu (opakující se tvrdé kytarové riffy, kombinace s elektronikou, celkově neuhlazený zkreslený zvuk).
Pro hudbu z alba Herzeleid byly typické dokola se opakující, tvrdé a často rychlé kytarové riffy, poměrně málo melodie a značný podíl elektroniky. Vzhledem k výrazným a jednoduchým rytmům vymyslela skupina označení Tanzmetal (taneční metal). Album Sehnsucht pokračovalo v podobném stylu, ale bylo komerčně úspěšnější. Album Mutter se otevřelo širokému publiku, jeho hudba byla oproti předchozím albům uhlazenější. Na následujícím albu Reise, Reise se skupina odklonila od elektroniky. Skladby na tomto albu jsou spíše pomalé. Pomalejší tempo je patrné i na následujících albech, obsahují více klidných písní. Ostrých a rychlých riffů, typických pro počátky skupiny, postupem času ubylo. Na albu Liebe ist für alle da je patrný určitý návrat k dřívější tvorbě z hlediska syrovosti skladeb. Současná hudba skupiny je také v porovnání s dřívější tvorbou melodičtější.
Skupina hraje stále ve stejném složení. Zpívá Till Lindemann, v pozadí občas zpívají i hlavní kytarista Richard Kruspe a doprovodný kytarista Paul Landers. Na baskytaru hraje Oliver Riedel, na bicí Christoph Schneider a klávesy spolu s elektronickými efekty má na starosti Christian Lorenz.
Důležitým atributem skupiny je projev zpěváka. Typické jsou frázované pasáže, které se střídají s melodickým zpěvem. Lindemann zpívá většinu písní silným hlasem v hlubších polohách (bas, baryton). Zvláštností je, že Lindemann vyslovuje hlásku „r“ jako alveolární vibrantu (tedy stejně, jako se hláska r vyslovuje v češtině), což je v němčině málo obvyklé (nejčastěji se r vyslovuje jako znělá uvulární frikativa). Zpěvák tvrdí, že tento způsob výslovnosti přichází v hlubokých polohách sám od sebe.

## Název

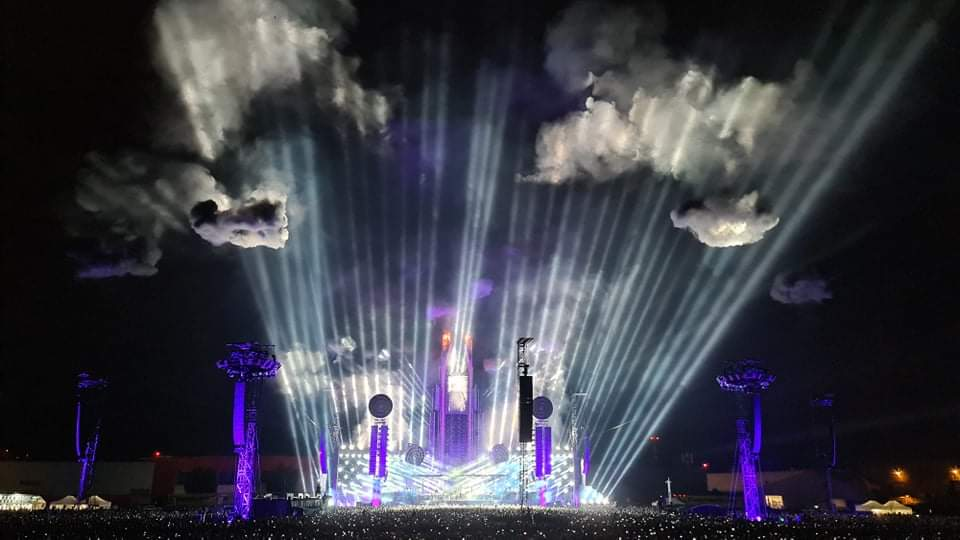
Rammstein na Letňanském letišti - květen 2022.

Název skupiny je odvozen od města Ramstein-Miesenbach v německé spolkové zemi Porýní-Falc, kde má USAF jednu ze svých leteckých základen (na ní je momentálně umístěna 435. letka USAFE). Základna Ramstein byla 28. srpna 1988 dějištěm letecké přehlídky, při které se dvě letadla typu Aermacchi MB-339 z italské akrobatické skupiny Frecce Tricolori při provádění manévru Cardioide (lze přeložit jako probodnuté srdce) srazila ve vzduchu a následný pád jednoho z nich do diváckého prostoru a požár leteckého paliva způsobil neštěstí, které si vyžádalo bezprostředně po havárii 40 lidských životů. Stovky přihlížejících byly zraněny a konečná bilance katastrofy se později vyšplhala na 72 mrtvých. Po této události byla přijata nová bezpečnostní opatření pro letecké přehlídky, kdy skupiny létají pouze ve vymezeném prostoru mimo sektor diváků, aby se předešlo opakování tragédie z roku 1988. Například text písně Rammstein z alba Herzeleid na tuto katastrofu odkazuje. Richard (kytarista kapely) však tvrdí, že název vymyslel již před neštěstím. Navíc do názvu přidal druhé „M“, aby se od onoho místa odlišili (přičemž „Rammstein“ v němčině znamená beranidlo).
Podle skupiny byla pojmenována i planetka 110393 Rammstein, objevená roku 2006. Jméno kapely nese i značka rumu.

## Pyrotechnické efekty

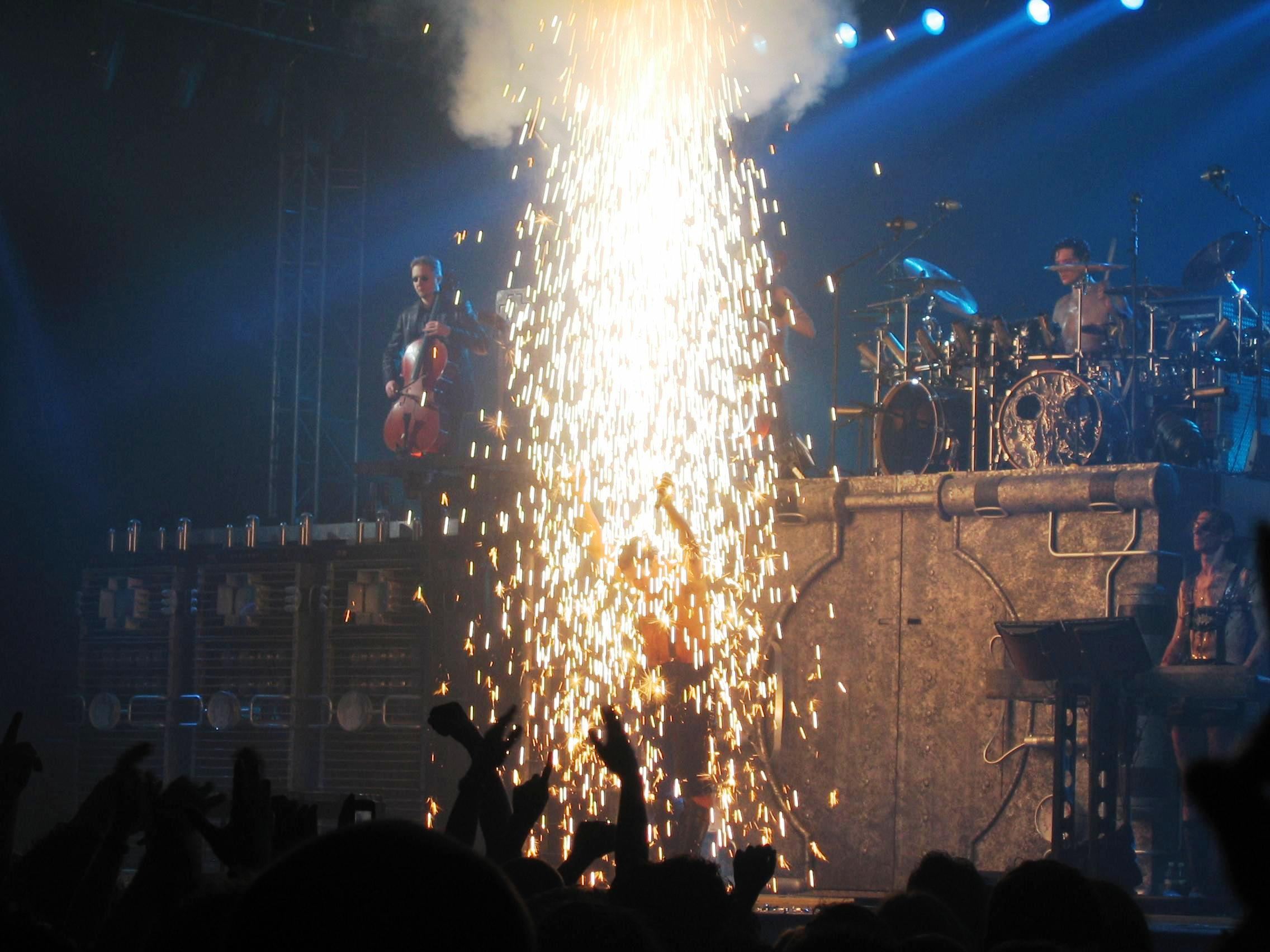
Zpěvák Till Lindemann v proudu jisker na koncertě v roce 2005

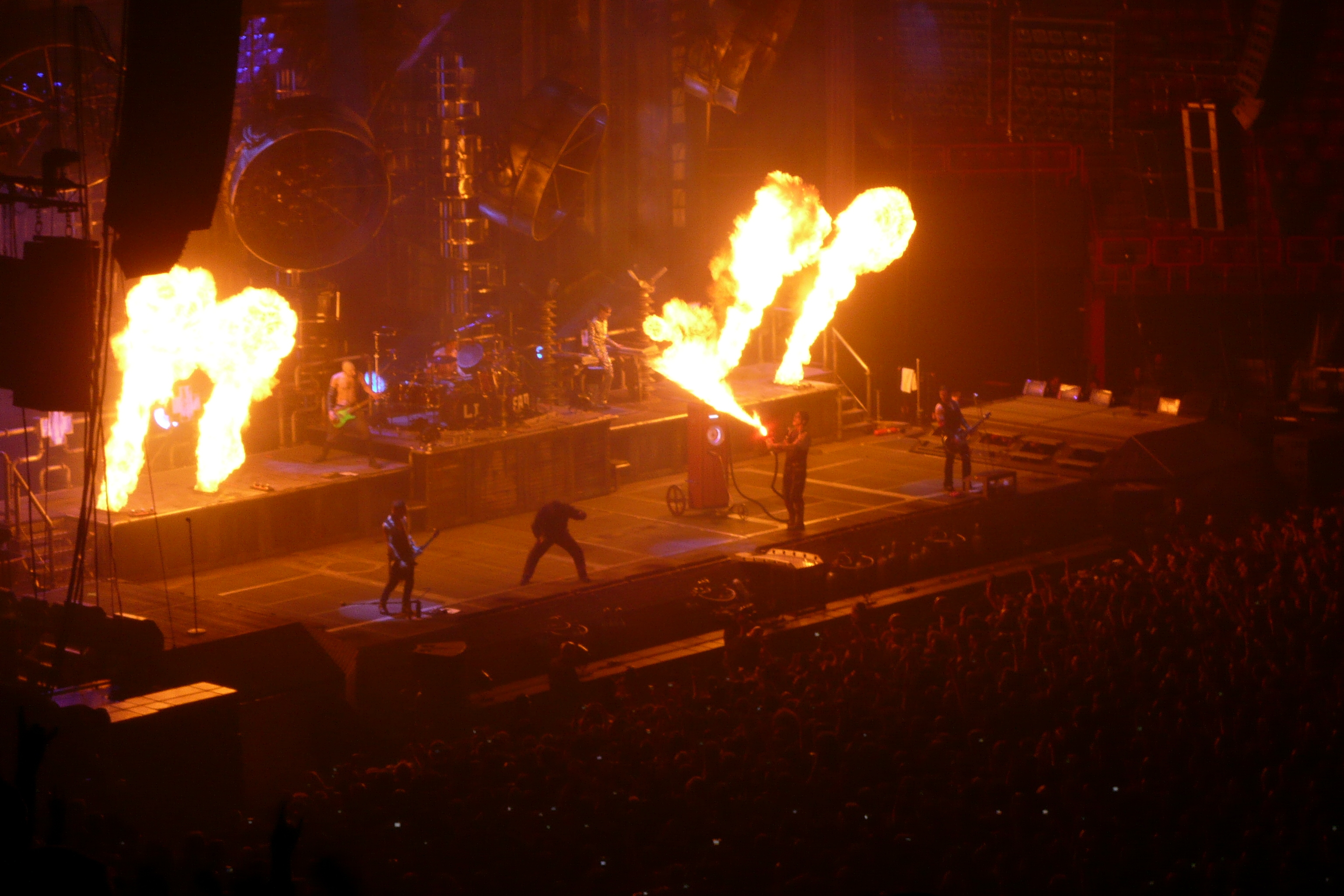
Rammstein při vystoupení v Paříži v roce 2009

Skupina Rammstein je známá svými pyrotechnickými efekty při koncertech. Skoro ke každé písni mají přiřazený efekt. Například při písní „Asche zu Asche“ hoří mikrofóny před Richardem a Paulem. Při „Feuer Frei!“ si členové kapely nasadí náhubky, ze kterých následně „plivou“ oheň. Píseň „Mein Teil“: Till má na mikrofonu připevněný nůž. Přiveze si velký kotel, ve kterém je „Flake“ se svými klávesami. Ke konci si Till vezme plamenomet a začne „zatápět“ pod kotlem. „Du Riechst So Gut“: Till přijde s lukem, ze kterého začnou létat jiskry na všechny strany. Sám Till Lindemann vlastní pyrotechnickou licenci a zpočátku efekty připravoval sám, ale od nehody na koncertu v Berlíně 27. září 1996, kdy část hořících kulis spadla těsně vedle diváků (nehoda se shodou okolností stala při jejich stém koncertu 100 Jahre Rammstein při písni Heirate Mich), Rammstein najímají specializovaný tým pyrotechniků na přípravu svých efektů.

## Ocenění

### Vítězství
- 2012 – ECHO – Most successful national Act abroad
- 2012 – ECHO – Best Rock/Alternative national
- 2011 – prestižní americké ocenění Golden Gods Award 2011 – nejlepší živá kapela
- 2011 – ECHO – v kategorii nejlepší národní video („Ich Tu Dir Weh“)
- 2010 – Kerrang! Awards 2010: Inspirace Kerrang!
- 2006 – ECHO – Rock/Alternative national – videoklip „Rosenrot“
- 2006 – Edison Awards : Best alternative music – „Rosenrot“
- 2006 – Emma Gaala : Best international artist / nejlepší mezinárodní umělec
- 2005 – ECHO – nejlepší živý koncert
- 2005 – ECHO – nejlepší album v kategorii Alternative za Reise, Reise
- 2005 – Krone za nejlepší živé vystoupení
- 2005 – Comet (viva) za nejlepší video („Keine Lust“)
- 2005 – World Music Awards za nejlepší německou skupinu
- 2005 – MTV Europe Music Awards za nejlepší německou skupinu
- 2005 – Echo za nejlepší mezinárodní živé vystoupení
- 2004 – MetalHammer za nejlepší video („Mein Teil“)
- 2004 – MetalHammer za nejlepší album (Reise, Reise)
- 2004 – MetalHammer za nejlepší song („Mein Teil“)
- 2002 – Kerrang! Awards za nejlepší německou skupinu
- 2002 – Echo Nu-Metal
- 1999 – Echo za nejoblíbenější německou skupinu
- 1998 – Viva Comet za nejlepší živé vystoupení
- 1998 – Echo za nejlepší video („Du hast“)

### Nominace
- 2005 – Kerrang Awards – nejlepší živé vystoupení
- 2005 – Neo Award – nejlepší stažené album
- 2005 – Comet (Viva) – nejlepší živé vystoupení
- 2002 – Nejlepší video („Sonne“)
- 1999 – 42. ročník Grammy Awards za nejlepší metalovou skupinu
- 1998 – MTV Europe Music Awards za nejlepší rockový zpěv

### Zlatá deska
- album Liebe Ist Für Alle Da 6×
- album Herzeleid 2×
- singl Engel 2×
- album Rosenrot

### Platinová deska
- album Liebe Ist Für Alle Da 8×
- album Herzeleid 2×
- album Sehnsucht 2×
- album Mutter 2×
- album Reise, Reise
- album Rosenrot

## Diskografie

### Studiová alba
| Název/ Vydáno                        | Umístění v hitparádě | Umístění v hitparádě | Umístění v hitparádě | Umístění v hitparádě | Umístění v hitparádě | Umístění v hitparádě | Umístění v hitparádě | Umístění v hitparádě | Umístění v hitparádě | Umístění v hitparádě | Umístění v hitparádě | Umístění v hitparádě | Umístění v hitparádě | Umístění v hitparádě | Umístění v hitparádě | Umístění v hitparádě | Umístění v hitparádě | Umístění v hitparádě | Umístění v hitparádě | Umístění v hitparádě | Umístění v hitparádě | Umístění v hitparádě | Umístění v hitparádě | Umístění v hitparádě | Umístění v hitparádě | Umístění v hitparádě | Umístění v hitparádě |
| Název/ Vydáno                        | D                    | A                    | CH                   | NL                   | F                    | S                    | NZ                   | USA                  | N                    | FIN                  | PL                   | B                    | E                    | CDN                  | DK                   | H                    | I                    | GB                   | EST                  | IS                   | MX                   | CZ                   | P                    | SLO                  | AUS                  | IRL                  | GR                   |
| ------------------------------------ | -------------------- | -------------------- | -------------------- | -------------------- | -------------------- | -------------------- | -------------------- | -------------------- | -------------------- | -------------------- | -------------------- | -------------------- | -------------------- | -------------------- | -------------------- | -------------------- | -------------------- | -------------------- | -------------------- | -------------------- | -------------------- | -------------------- | -------------------- | -------------------- | -------------------- | -------------------- | -------------------- |
| Herzeleid 24. září 1995              | 6                    | 11                   | 20                   | 72                   | 85                   | -                    | -                    | -                    | -                    | -                    | -                    | -                    | -                    | -                    | -                    | -                    | -                    | -                    | -                    | -                    | -                    | -                    | -                    | -                    | -                    | -                    | -                    |
| Sehnsucht 22. srpna 1997             | 1                    | 1                    | 3                    | 40                   | 76                   | 17                   | 23                   | 45                   | 47                   | -                    | -                    | -                    | -                    | -                    | -                    | -                    | -                    | -                    | -                    | -                    | -                    | -                    | -                    | -                    | -                    | -                    | -                    |
| Mutter 2. dubna 2001                 | 1                    | 1                    | 1                    | 4                    | 23                   | 2                    | 12                   | 77                   | 12                   | 7                    | 4                    | 7                    | 9                    | 14                   | 22                   | 33                   | 68                   | 86                   | -                    | -                    | -                    | -                    | -                    | -                    | -                    | -                    | -                    |
| Reise, Reise 27. září 2004           | 1                    | 1                    | 1                    | 2                    | 3                    | 2                    | 17                   | 61                   | 4                    | 1                    | 4                    | 6                    | 4                    | -                    | 3                    | 21                   | 35                   | 37                   | 1                    | 1                    | 1                    | 3                    | 4                    | 4                    | 19                   | 54                   |                      |
| Rosenrot 28. října 2005              | 1                    | 1                    | 2                    | 4                    | 5                    | 2                    | 38                   | 47                   | 4                    | 1                    | 7                    | 3                    | 9                    | -                    | 2                    | 18                   | 11                   | 29                   | 1                    | 1                    | 1                    | 3                    | <10                  | -                    | 44                   | -                    | <10                  |
| Liebe ist für alle da 16. října 2009 | 1                    | 1                    | 1                    | 1                    | 2                    | 3                    | -                    | 13                   | 4                    | 1                    | -                    | 3                    | -                    | -                    | -                    | -                    | -                    | 16                   | -                    | -                    | -                    | -                    | -                    | -                    | 9                    | -                    | -                    |
| Rammstein 17. května 2019            | 1                    | 1                    | 1                    | 1                    | 1                    | 2                    | -                    | 9                    | 1                    | 1                    | -                    | 1                    | -                    | -                    | 1                    | -                    | -                    | 3                    | -                    | -                    | -                    | -                    | -                    | -                    | -                    | -                    | -                    |
| Zeit 29. dubna 2022                  |                      |                      |                      |                      |                      |                      |                      |                      |                      |                      |                      |                      |                      |                      |                      |                      |                      |                      |                      |                      |                      |                      |                      |                      |                      |                      |                      |